# Haldem
Haldem (Plattdeutsch: Hahme) ist ein Ortsteil der Gemeinde Stemwede im nordrhein-westfälischen Kreis Minden-Lübbecke und ein bekanntes Tages- und Wochenendausflugsziel am Stemweder Berg. In Haldem leben etwa 1700 Menschen.

## Geschichte
Der Ort wurde 1236 urkundlich ersterwähnt, als Bischof Konrad von Minden dem Kloster Levern den Zehnten von Haledum übertrug. Bis zur Franzosenzeit gehörte Haldem zur Vogtei Stemwederberg im Amt Rahden des Fürstentums Minden. Von 1807 bis 1810 gehörte der Ort zum Kanton Levern des napoleonischen Satellitenstaats Königreich Westphalen. Von 1811 bis 1813 gehörte Haldem unmittelbar zu Frankreich und dort zur Mairie Dielingen im Arrondissement Minden des Departements der Oberen Ems. 1816 kam der Ort zum neuen Kreis Rahden, aus dem 1832 der Kreis Lübbecke wurde. Bis zum 31. Dezember 1972 bildete Haldem eine Gemeinde im Amt Dielingen bzw. seit 1936 im Amt Dielingen-Wehdem des Kreises Lübbecke. Im Rahmen der Gebietsreform vom 1. Januar 1973 erfolgte aufgrund des Bielefeld-Gesetzes die Zusammenlegung der Gemeinde Haldem mit zwölf weiteren Gemeinden zur neuen Gemeinde Stemwede.

## Wappen
| | Blasonierung: „In Silber (Weiß) ein goldener (gelber) Faden mit den Konturen eines roten Dreibergs, welcher mit einer silbernen (weißen) Pflugschar belegt ist; daraus wachsend zwei, durch einen roten Balken verbundene, rote Säulen, belegt mit je fünf liegenden goldenen (gelben) Rauten; der Balken trägt einen roten Glockenturm mit goldener (gelber) Glocke; unter dem Balken schwebend vier rote Schindeln, darunter ein rotes, halbrundes Tor, beidseitig begleitet von je einer roten Schindel." Im Wappenbrief sind die Rauten silbern blasoniert!“ |
| Wappenbegründung: Das am 15. August 2020 vom Mindener Heraldiker Jürgen Batta entworfene Wappen symbolisiert Schloss Haldem in seiner ursprünglichen Form. Die Rauten stehen für das Zusammenwachsen der Ortschaften und die Pflugschar für den landwirtschaftlichen Charakter des Ortes. Der Dreiberg zeigt die enge Verbindung zum Stemweder Berg. | |

## Sehenswürdigkeiten
Die Heilig-Kreuz-Kapelle in Haldem stammt aus der zweiten Hälfte des 15. Jahrhunderts und wird heute als Friedhofskapelle genutzt.

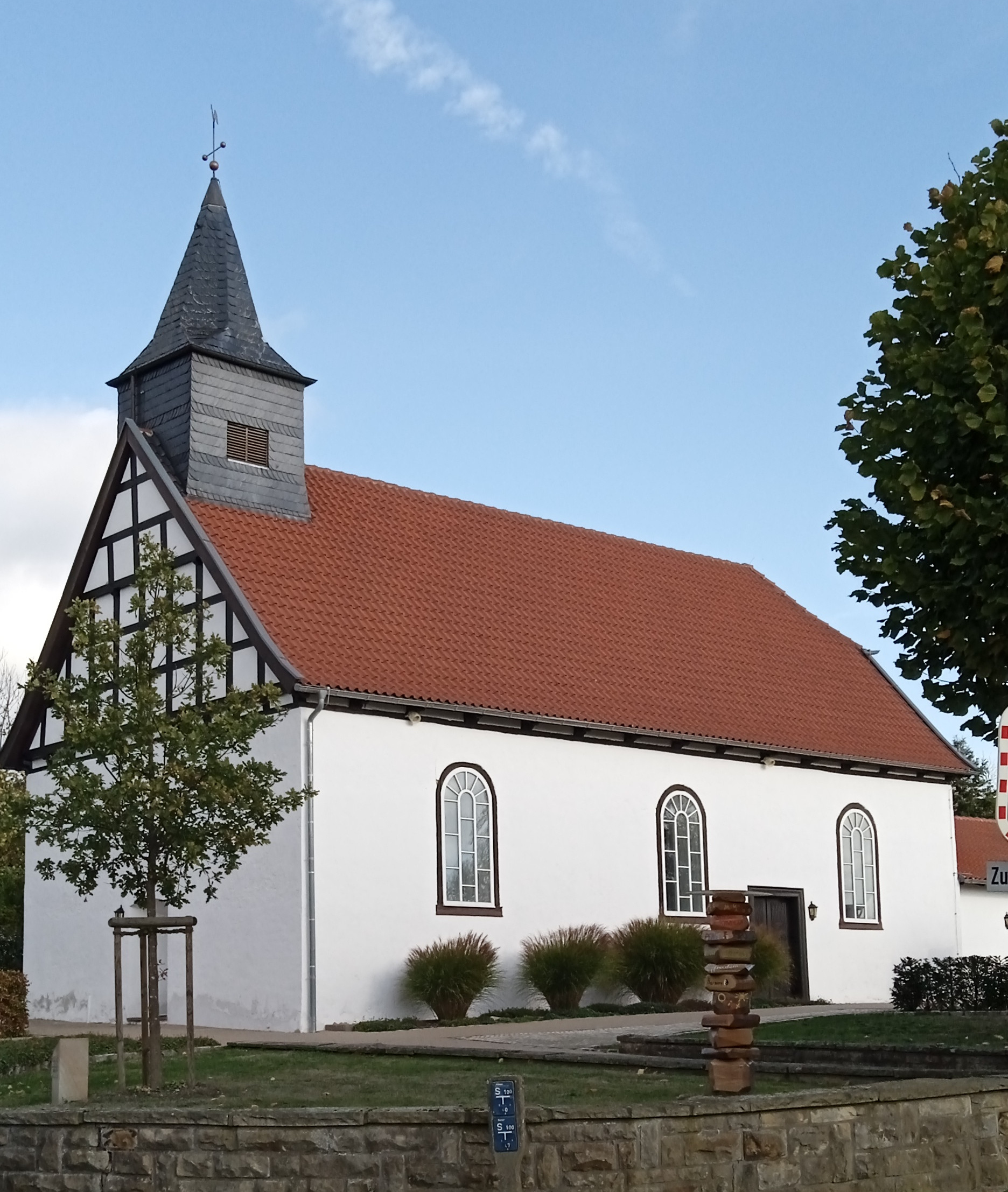
Die Heilig-Kreuz-Kapelle in Haldem

## Bildung
Das Dorf Haldem verfügt über einen Kindergarten und eine Grundschule.

## Verkehr
Haldem liegt an der Landesstraße 766. Die nächstgelegene Autobahnanschlussstelle ist der Übergang der B 51/B 65 in die A 33 in Belm.

## Regelmäßige Veranstaltungen
In Haldem werden alljährlich das Schützenfest und – seit 1986 – das Stemweder-Open-Air-Festival gefeiert.

## Maßregelvollzugsklinik Schloss Haldem
Schloss Haldem – ein ehemaliges Rittergut aus dem 13. Jahrhundert – wird heute als Maßregelvollzugsklinik des Landschaftsverbandes Westfalen-Lippe (LWL) zur Behandlung und Rehabilitation suchtkranker Menschen genutzt. Aufgrund dieser Nutzung ist eine Besichtigung des Schlosses und der Klinik nur nach vorheriger Terminabsprache möglich. 

## Persönlichkeiten
- Franz von Steinaecker (1750–1832), preußischer Landrat in Hinterpommern